# キム・ムジュン
キム・ムジュン（朝: 김무준、1998年5月24日 - ）は、韓国の俳優。釜山広域市出身。
テレビドラマ『わかっていても』でユ・セフン役を演じた。日本では『ブラックペアン2』に出演している。

## 出演

### テレビドラマ

#### 韓国
- ちょっと敏感でも大丈夫2020（2020年、tvN）
- わかっていても（2021年、JTBC） - ユ・セフン 役
- 時速493キロの恋（2022年、KBS） - ユク・ジョンファン 役
- 恋人（2023年、MBC） - 昭顕世子 役

#### 日本
- ブラックペアン2（2024年、TBS）- パク・ミンジェ 役
- キャスター（2025年、TBS） - チェ・ジェソン 役[4]

### ウェブドラマ
- New Learn（2020年）
- 恋するキャスター（2025年） - チェ・ジェソン 役[5]

## 受賞歴
- 2023年 MBC演技大賞新人賞[6]